# Fabrizio Pelliccioni
Fabrizio Pelliccioni est né le 13 octobre 1976 de nationalité saint-marinaise. 
Il porta une fois le maillot de l'équipe de Saint-Marin de football. 
Défenseur de talent, il fit l'essentiel de sa carrière à Folgore Falciano, jouant un rôle essentiel dans la conquête de trois titres de champions et du Trophée Fédéral à deux reprises. 
Alors qu'il n'a pas encore 23 ans, le 8 septembre 1999, il connaît son unique sélection avec la Nazionale. En 2002, alors que le club de Folgore vient d'échouer dans la qualification en play-offs pour la première fois depuis 1996 il s'en va pour l'AC Juvenes/Dogana. 
Il est également le frère jumeau du milieu de terrain défensif Federico Pelliccioni.

## Carrière
- 1993/1998 : SS Folgore/Falciano
- 1998/2002 : Folgore
- 2002/2003 : AC Juvenes/Dogana
- 2003/2005 : Juvenes/Dogana

## Palmarès
- Champion national en 1997, 1999 et 2000 (Folgore). Finaliste en 1998 et en 2001 (Folgore)
- Finaliste de la Coupe Titano en 1994, 2000 (Folgore)
- Vainqueur du Trophée Fédéral en 1997, 2000 (Folgore)
- 1 sélection en A le 9 septembre 1999
- 2 matches en Coupe UEFA